# 绿翅雁
绿翅雁（学名：[Neochen jubata] 错误：{{Lang}}：文本有斜体标记（帮助）），是雁形目鸭科的一种鸟类。

## 特征
绿翅雁体重约1250克，翼长约298毫米，嘴峰长约36.8毫米，喙宽度约17.4毫米，喙厚度约14.7毫米，跗蹠长约60.9毫米，尾长约100毫米。绿翅雁是部分迁徙的鸟类，其栖息在开放的河流环境中，食性为草食性。

## 分布
奥里诺科河和亚马逊河流域至阿根廷西北部。